# Торснес, Элиза
Элиза Хове Торснес (норв. Elise Hove Thorsnes; род. 14 августа 1988, Лейкангер, Согн-ог-Фьюране) — норвежская футболистка, выступающая на позиции нападающей за норвежский клуб «Авальдснес» и женскую сборную Норвегии.

## Клубная карьера
Родившаяся в Лейкангере Элиза Торснес начинала играть в футбол в команде «Кёупангер» и оставалась там до своего перехода в клуб «Арна-Бьёрнар» в 2006 году. Торснес дебютировала в нём одновременно с Эрикой Скарбё, Мадлен Гиске и Трудой Йоханнессен. В 2006 году «Арна-Бьёрнар» финишировал на пятом месте в чемпионате Норвегии. Торснес стала лучшим бомбардиром в Топпсериен с 19 голами, а также была названа Молодым игроком года в лиге и включена в символическую сборную лиги. Сезон 2007 года был менее успешным для Торснес, так как она забила всего 6 голов, в то время как её команда закончила чемпионат на четвёртой позиции.
В сезоне 2008 года Торснес забила 14 голов в рамках Топпсериен, а также 11 голов в 10 кубковых матчах. Она помогла своей команде финишировать на пятом месте и сумела забить всем лучшим командам турнира (кроме «Рёа»). 12 декабря Торснес сообщила, что она подпишет контракт с «Рёа».
За первые три сезона в «Рёа» Торснес дважды становилась чемпионкой Норвегии. В 2011 году она во второй раз стала лучшим бомбардиром Топпсериен, забив 27 голов (также её личный рекорд).
По окончании сезона 2012 года Торснес подписала контракт со «Стабеком». В 2013 году Торснес в третий раз стал лучшим снайпером чемпионата Норвегии, отметившись на этот раз 19 забитыми мячами. «Стабек» же стал чемпионом страны и выиграл Кубок Норвегии.
После двух сезонов в «Стабеке» Торснес перешла в «Авальдснес», за который она играть в течение следующих трёх сезонов. В 2017 году Торснес стала самым результативным бомбардиром в истории Топпсериен.
В октябре 2017 года Торснес перешла в австралийский клуб «Канберра Юнайтед», впервые в своей карьере отправившись выступать за иностранную команду. Она забила шесть голов в девяти матчах за «Канберру Юнайтед».
14 февраля 2018 года Торснес подписала контракт с «Ютой Ройялс», новообразованным клубом американской Национальной женской футбольной лиги. Пребывание в этой команде было неудачным для Торснес, так как она появилась в этот период на поле только в девяти матчах и не забила ни одного гола. После окончания сезона «Юта Ройялс» отклонила свой вариант контракта и выставила норвежскую футболистку на трансфер, где она осталась невостребованной.
В ноябре 2018 года Торснес подписал однолетний контракт с «Квиннером», действующими на тот момент чемпионками Топпсериен, рассчитанный на сезон 2019 года. В том же году она была отдана в аренду в «Канберру Юнайтед», после возвращения из которой она вернется в свой бывший клуб «Авальдснес».

## Карьера в сборной
В 2006 году Элиза Торснес дебютировала за женскую сборную Норвегии, но не была включена в её состав на чемпионат мира 2007 года. Торснес забила свой первый гол за национальную команду в матче против сборной Италии, проходившем в рамках Кубка Алгарве в 2008 году. В том же году Торснес была вызвана в сборную Норвегии для участие на Олимпиаде в Пекине, где она сыграла в трёх матчах. Норвегия же уступила Бразилии в четвертьфинале олимпийского турнира.
Торснес забила свой второй гол за сборную в четвертьфинале чемпионата Европы 2009 года, закончившемся победой Норвегии над Швецией со счётом 3:1. Она принимала участие также на чемпионате мира 2011 года. Она играла во всех трёх групповых матчах Норвегии и забила гол в последнем матче своей команды на турнире, проигранном Австралии со счётом 1:2. Норвегия заняла третье место в своей группе и не вышла в плей-офф.
На чемпионате Европы 2013 года Торснес сыграла в каждом матче своей команды на этом турнире. Норвежки добрались до финала этого первенства, в котором с минимальным счётом уступили Германии.
Торснес также сыграла во всех четырёх матчах Норвегии на чемпионате мира 2015 года. Её команда вылетела из этого турнира после поражения в 1/8 финала от Англии. Торснес также входила в состав сборной на провальном для Норвегии чемпионате Европы 2017 года, на котором команда проиграла все три матча группового этапа и не смогла забить ни одного гола.
Торснес провела шесть матчей за Норвегию в рамках отборочного турнира чемпионата мира 2019 года, в которых забила один гол. Норвегия же сумела выиграть свою группу и квалифицироваться в финальный этап.

## Статистика
| Клуб             | Сезон            | Дивизион         | Лига | Лига | Кубок | Кубок | Еврокубки | Еврокубки | Всего | Всего |
| Клуб             | Сезон            | Дивизион         | М    | Г    | М     | Г     | М         | Г         | М     | Г     |
| ---------------- | ---------------- | ---------------- | ---- | ---- | ----- | ----- | --------- | --------- | ----- | ----- |
| Арна-Бьёрнар     | 2006             | Топпсериен       | 18   | 19   | 0     | 0     | -         | -         | 18    | 19    |
| Арна-Бьёрнар     | 2007             | Топпсериен       | 22   | 6    | 0     | 0     | -         | -         | 22    | 6     |
| Арна-Бьёрнар     | 2008             | Топпсериен       | 19   | 14   | 0     | 0     | -         | -         | 19    | 14    |
| Арна-Бьёрнар     | Всего            | Всего            | 59   | 39   | 0     | 0     | -         | -         | 59    | 39    |
| Рёа              | 2009             | Топпсериен       | 18   | 11   | 0     | 0     | 6         | 1         | 24    | 12    |
| Рёа              | 2010             | Топпсериен       | 21   | 11   | 0     | 0     | 4         | 2         | 25    | 13    |
| Рёа              | 2011             | Топпсериен       | 19   | 27   | 3     | 0     | -         | -         | 22    | 27    |
| Рёа              | 2012             | Топпсериен       | 18   | 11   | 5     | 6     | 4         | 2         | 27    | 19    |
| Рёа              | Всего            | Всего            | 76   | 60   | 8     | 6     | 14        | 5         | 98    | 71    |
| Стабек           | 2013             | Топпсериен       | 21   | 19   | 5     | 2     | -         | -         | 26    | 21    |
| Стабек           | 2014             | Топпсериен       | 19   | 12   | 1     | 1     | 1         | 0         | 21    | 13    |
| Стабек           | Всего            | Всего            | 40   | 31   | 6     | 3     | 1         | 0         | 47    | 34    |
| Авальдснес       | 2015             | Топпсериен       | 21   | 10   | 4     | 2     | -         | -         | 25    | 12    |
| Авальдснес       | 2016             | Топпсериен       | 16   | 6    | 2     | 0     | 5         | 4         | 23    | 10    |
| Авальдснес       | 2017             | Топпсериен       | 22   | 11   | 5     | 6     | 5         | 2         | 32    | 19    |
| Авальдснес       | Всего            | Всего            | 59   | 27   | 11    | 8     | 10        | 6         | 80    | 41    |
| Канберра Юнайтед | 2017/18          | В-лига           | 9    | 6    | 0     | 0     | -         | -         | 9     | 6     |
| Канберра Юнайтед | Всего            | Всего            | 9    | 6    | 0     | 0     | -         | -         | 9     | 6     |
| Юта Ройялс       | 2019             | NWSL             | 9    | 0    | 0     | 0     | -         | -         | 9     | 0     |
| Юта Ройялс       | Всего            | Всего            | 9    | 0    | 0     | 0     | -         | -         | 9     | 0     |
| Квиннер          | 2019             | Топпсериен       | 22   | 12   | 4     | 4     | 1         | 0         | 27    | 16    |
| Квиннер          | Всего            | Всего            | 22   | 12   | 4     | 4     | 1         | 0         | 27    | 16    |
| Канберра Юнайтед | 2019-20          | В-лига           | 7    | 2    | 0     | 0     | -         | -         | 7     | 2     |
| Канберра Юнайтед | Всего            | Всего            | 7    | 2    | 0     | 0     | -         | -         | 7     | 2     |
| Всего за карьеру | Всего за карьеру | Всего за карьеру | 281  | 177  | 29    | 21    | 26        | 11        | 336   | 209   |

## Достижения

### Клубные
Рёа
- Чемпионка Норвегии (2): 2009, 2011
- * Обладательница Кубка Норвегии: 2009, 2010

Стабек
- * Чемпионка Норвегии (1): 2013
- * Обладательница Кубка Норвегии: 2013

Авальдснес
- * Обладательница Кубка Норвегии: 2017

### Индивидуальные
- Лучший бомбардир чемпионата Норвегии (3): 2006 (19 голов), 2011 (27 голов), 2013 (19 голов)